# Amanu
Amanu, früher auch Freycinet oder Moller genannt, ist ein Atoll im Südosten des Tuamotu-Archipels, welcher zu Französisch-Polynesien gehört.
Das aus etwa zehn Motus bestehende, ovale Atoll liegt im Pazifik 900 Kilometer östlich von Tahiti und 15 Kilometer nördlich vom Atoll Hao, auf dem sich ein Hafen und ein Flughafen befinden. Amanu ist 29 Kilometer lang (nordost-südwest) und 10 Kilometer breit. Administrativ gehört das Atoll zur Gemeinde Hao.
Amanu wurde offiziell 1606 von dem Spanier Pedro Fernández de Quirós entdeckt. Möglicherweise landete aber bereits 1526 Francisco de Hoces mit der Karavelle "San Lesmes" hier. Er gehörte der zweiten spanischen Molukken-Expedition unter Fray Garcia Jofre de Loaisa an, die Magellans Route folgen sollte. Von den sieben Schiffen kehrte keines zurück. Die "San Lesmes" galt nach der Ausfahrt aus der Magellan-Straße als verschollen.
1929 wurden auf einem der Motus von Amanu vier alte gusseiserne Kanonenrohre gefunden, von denen manche Wissenschaftler annehmen, dass sie zur "San Lesmes" gehörten, auf der auch ein Deutscher aus Pommern angeheuert hatte.
Das Klima auf dem Amanu-Atoll ist tropisch; die größte Insel wird von 163 (Stand: 2007) Polynesiern bewohnt, die sich hauptsächlich vom Fischfang und von den Kokosplantagen auf den benachbarten kleinen Motus ernähren.